# Tetrastemma elegans
Tetrastemma elegans är en djurart som tillhör fylumet slemmaskar, och som först beskrevs av Girard 1852.  Tetrastemma elegans ingår i släktet Tetrastemma och familjen Tetrastemmatidae. Inga underarter finns listade i Catalogue of Life.